# Гибон (Минесота)
Гибон (енгл. Gibbon) град је у америчкој савезној држави Минесота.

## Демографија
По попису из 2010. године број становника је 772, што је 36 (-4,5%) становника мање него 2000. године.
| Група             | 2000.       | 2010.       |
| Белци             | 761 (94,2%) | 726 (94,0%) |
| Афроамериканци    | 0 (0,0%)    | 10 (1,3%)   |
| Азијати           | 4 (0,5%)    | 2 (0,3%)    |
| Хиспаноамериканци | 31 (3,8%)   | 26 (3,4%)   |
| Укупно            | 808         | 772         |